# Bopyrella calmani
Bopyrella calmani là một loài chân đều trong họ Bopyridae. Loài này được Richardson miêu tả khoa học năm 1905.